# Штучна гніздівля

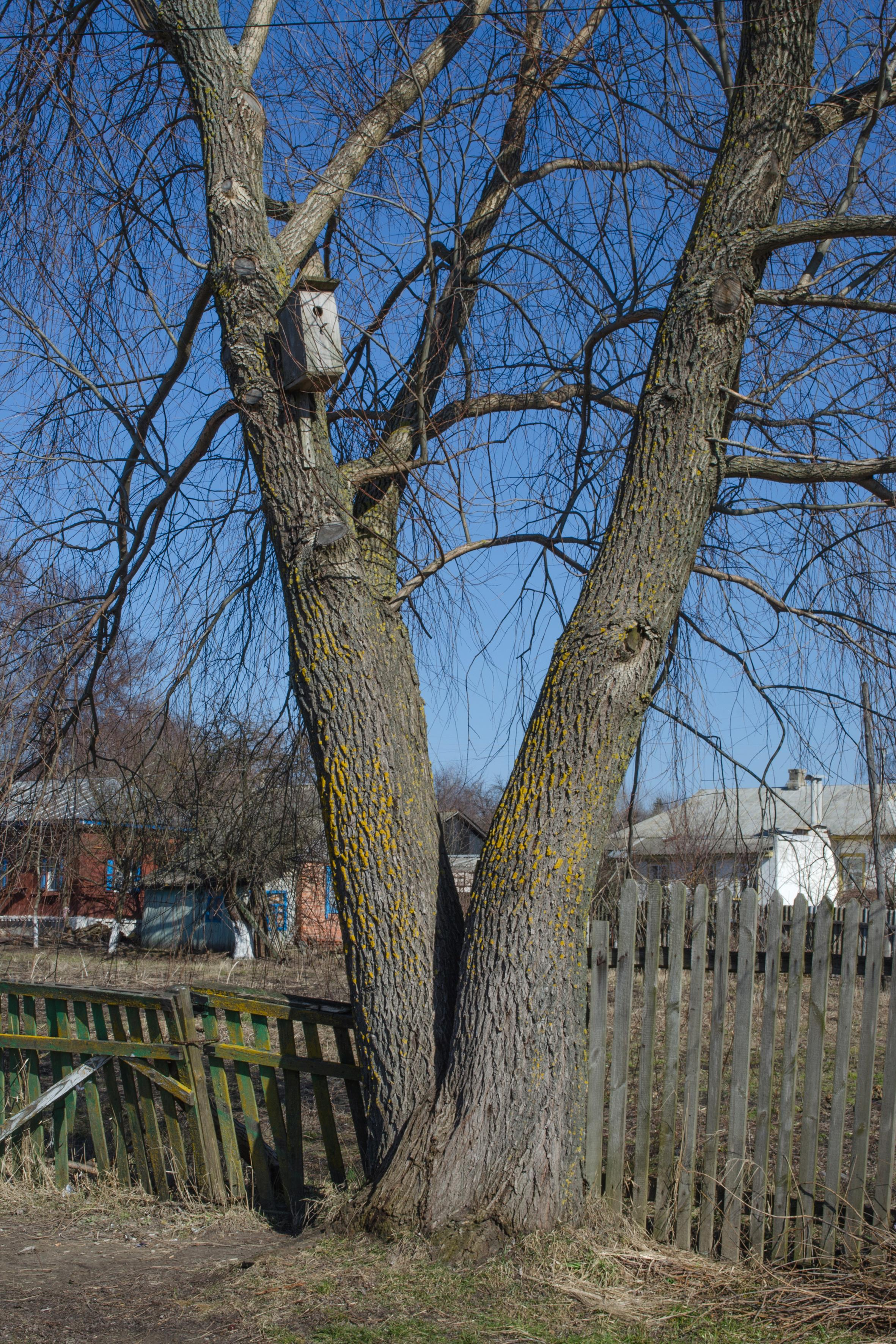
Шпаківня на дереві.

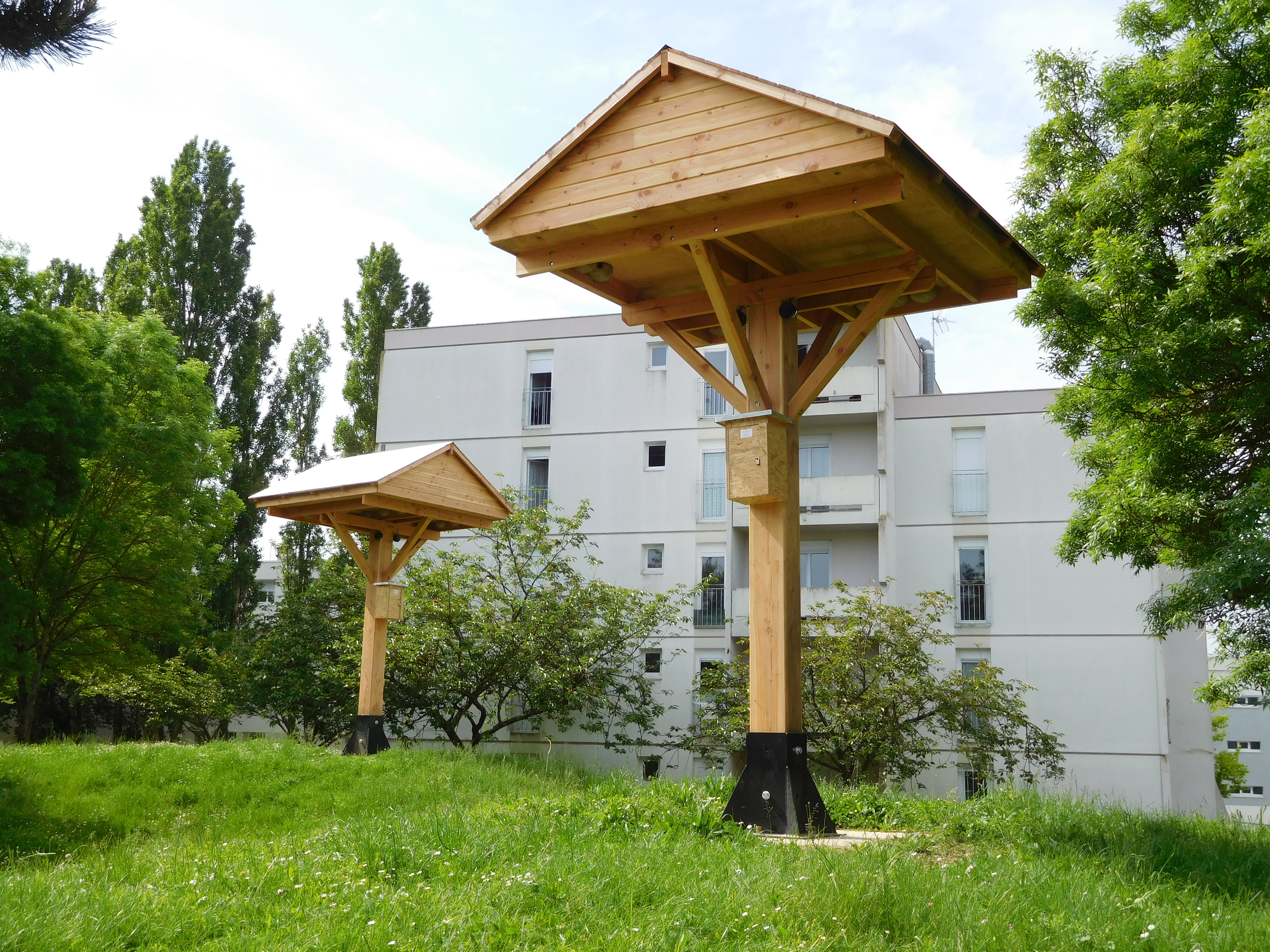
Штучна гніздівля для колонії серпокрильців.

Штучна гніздівля — штучно створене місце для оселення різних тварин. Найбільш відомі штучні гніздівлі для птахів. Здавна використовувують як спосіб оселити птахів у молодих лісах, садках для боротьби з шкідниками або для приваблювання бажаного виду птахів. Виготовляють з дощок або стовбура дерева. Часто, окрім птахів, у штучних гніздівлях можуть оселятись соні, миші, кажани, а також комахи — паперові оси, дикі бджоли та інші. Конструкція та розмір штучних гніздівель варіюють залежно від того, для якої тварини їх виготовили. Штучні гніздівлі не тільки дозволяють привабити певні види тварин у бажане місце, а також підвищують рівень виживання потомства, у порівнянні з природними укриттями.

## Різновиди

### Шпаківня
Шпакі́вня, шпаківни́ця — збита з дощок гніздівля,що нагадує за формою маленький будиночок.  Назва походить від птаха шпак, хоча в шпаківні можуть оселятись не тільки шпаки, а і серпокрильці, синиці, плиски, мухоловки, сови, горобці. Гніздівлі такого типу більші за розмірами та встановлені у відповідних місцях, заселяють сова сіра, гоголь та інші.

### Синичник
Штучні гнізда, які мають дещо менший діаметр льотка (30 мм для дрібних синиць (блакитна, чубата) та 35 мм для великої синиці), можуть бути виготовлені з дощок та пофарбовані морилкою зсередини для надання темного кольору. Вивішуються з метою приваблення в садові насадження синиць та інших дрібних пташок. Льоток в такому разі може захищатись від роздовбування дятлами набитими гвіздками чи бляшкою по периметру. Синиці часто оселяються в синичнику на 2—3 рік. Це може бути пояснено потемнінням дощок зсередини, оскільки світлий колір матеріалу птахи оцінюють як незахищеність.

### Дуплянка
Дуплянка — штучна гніздівля, виготовлена в поліні або порожнистому стовбурі, яке з торців закрите піддоном та дахом, і має отвір. Дуплянки кропіткіші у виготовленні, проте при їх наявності, птиці віддають перевагу їм швидше, оскільки дуплянка більш схожа на природне гніздо (дупло, яке залишилось після дятла) з отвором у стовбурі. Також дуплянки менш помітні для хижаків, втрати тепла в дуплянках менші, ніж в квадратній шпаківні, збитій з дощок. Дуплянку часто можна виготовити навіть зі старого стовбура ядрових порід дерев, де серцевина вже вигнила. Недоліком дуплянок є порівняно велика складність виготовлення, що вимагає наявності навички, громіздкість.

### Напіввідкриті гніздівлі

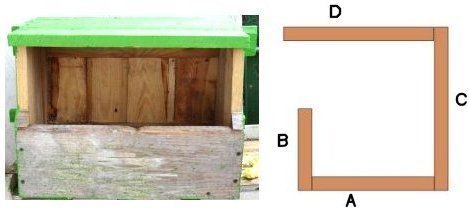
Напіввідкрита гніздівля

Гніздівлі напіввідкритого типу характеризуються наявністю великого відкритого проміжку на передній стінці. Такі гніздівлі охоче заселяють плиска біла, мухоловка сіра, горихвістка чорна та інші.

### Гніздівлі для ластівок

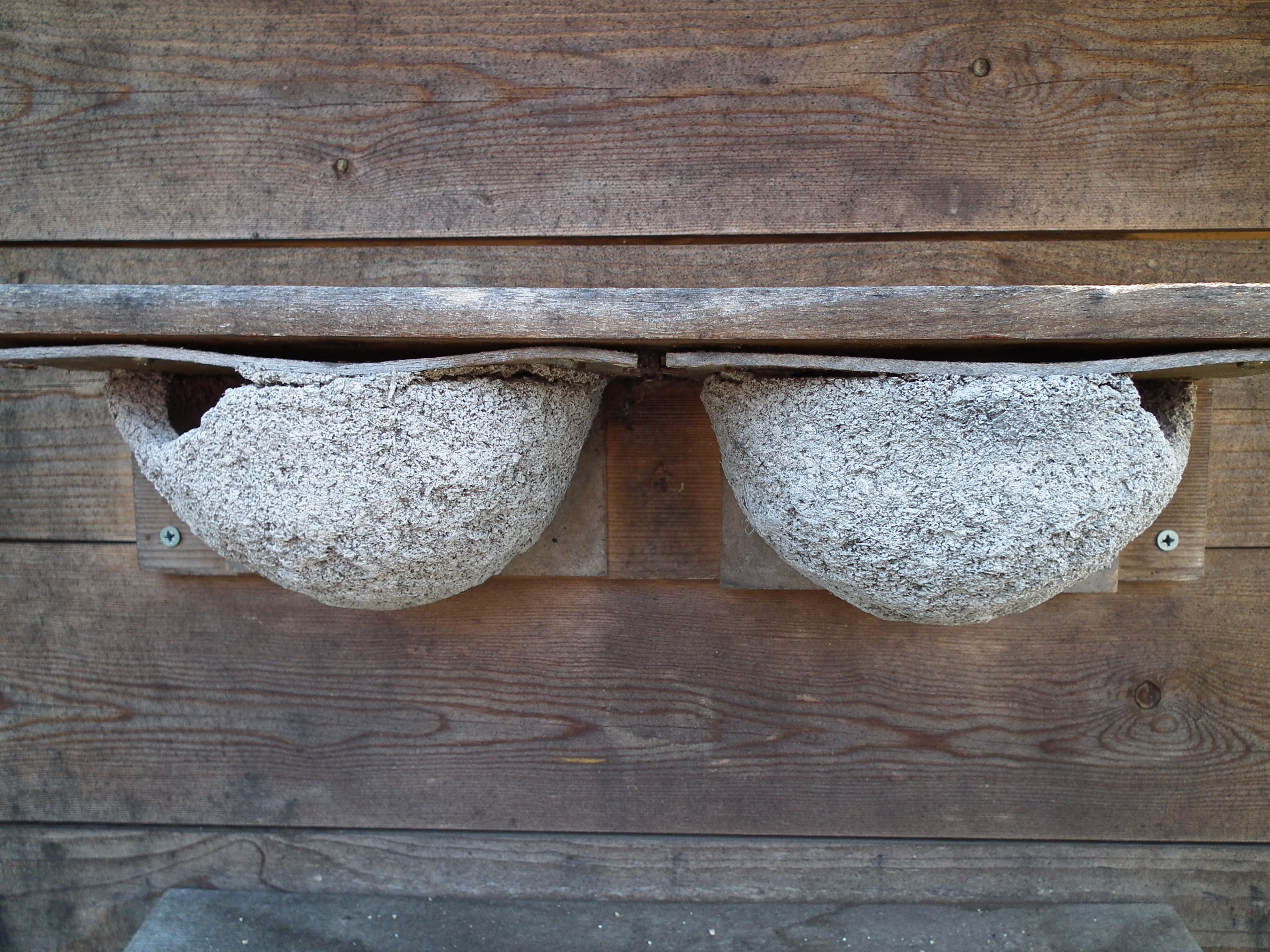
Гніздівлі для міської ластівки

Для ластівок гніздівлі роблять з цементу (в суміші з іншими матеріалами) у вигляді, що нагадує природне гніздо.

### Гніздівля для кажанів

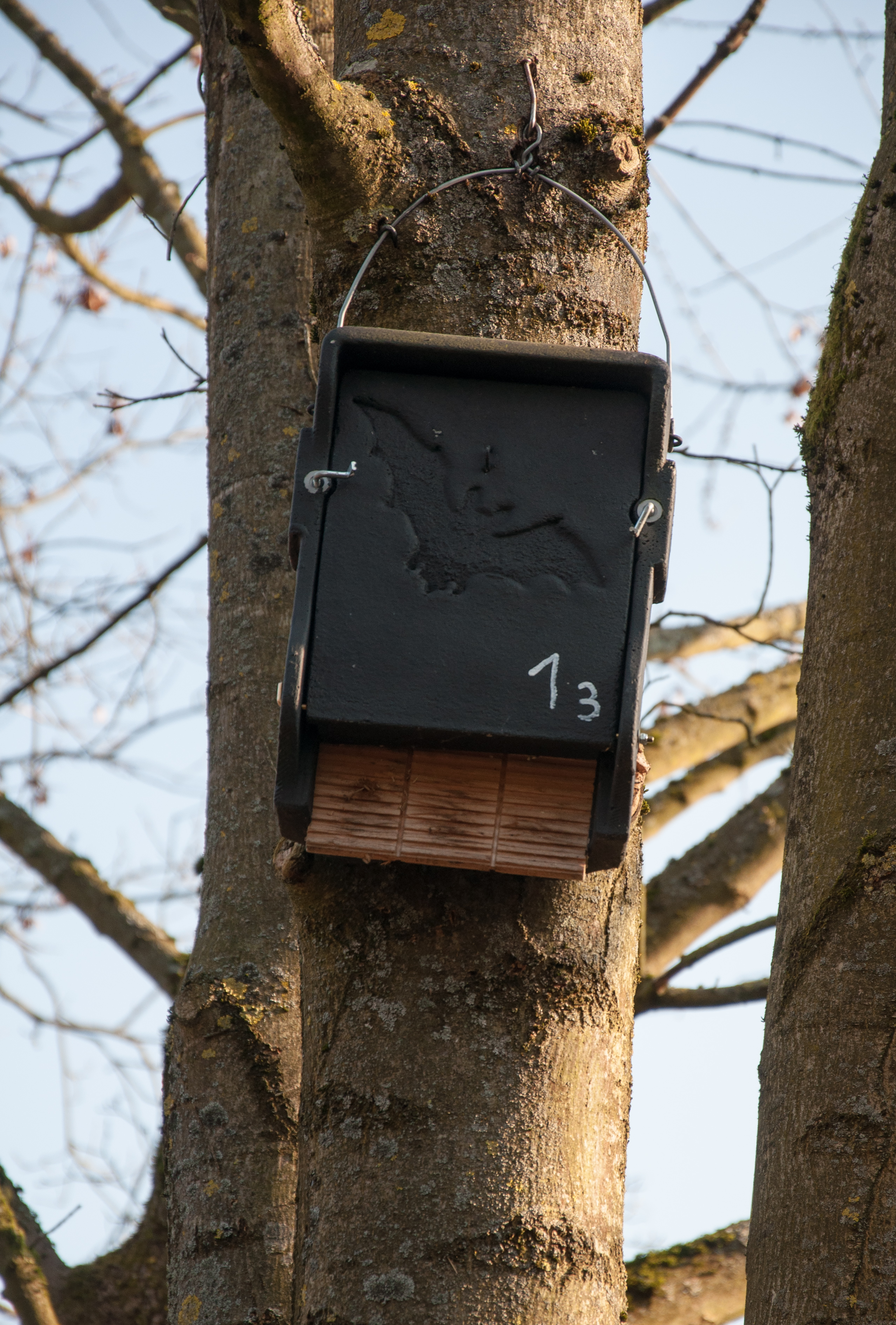
Гніздівля для кажанів

Кажани використовують штучні гніздівлі для відпочинку під час міграцій, тимчасового прихистку, а також для розмноження. Гніздівлі для кажанів роблять плоскої форми з входом у вигляді щілини внизу. Інколи кажаний займають також гніздівлі у вигляді шпаківні. Розвішувати такі гніздівлі необхідно на стовбурі дерева або стіні будинку.

## Помилки при виготовленні

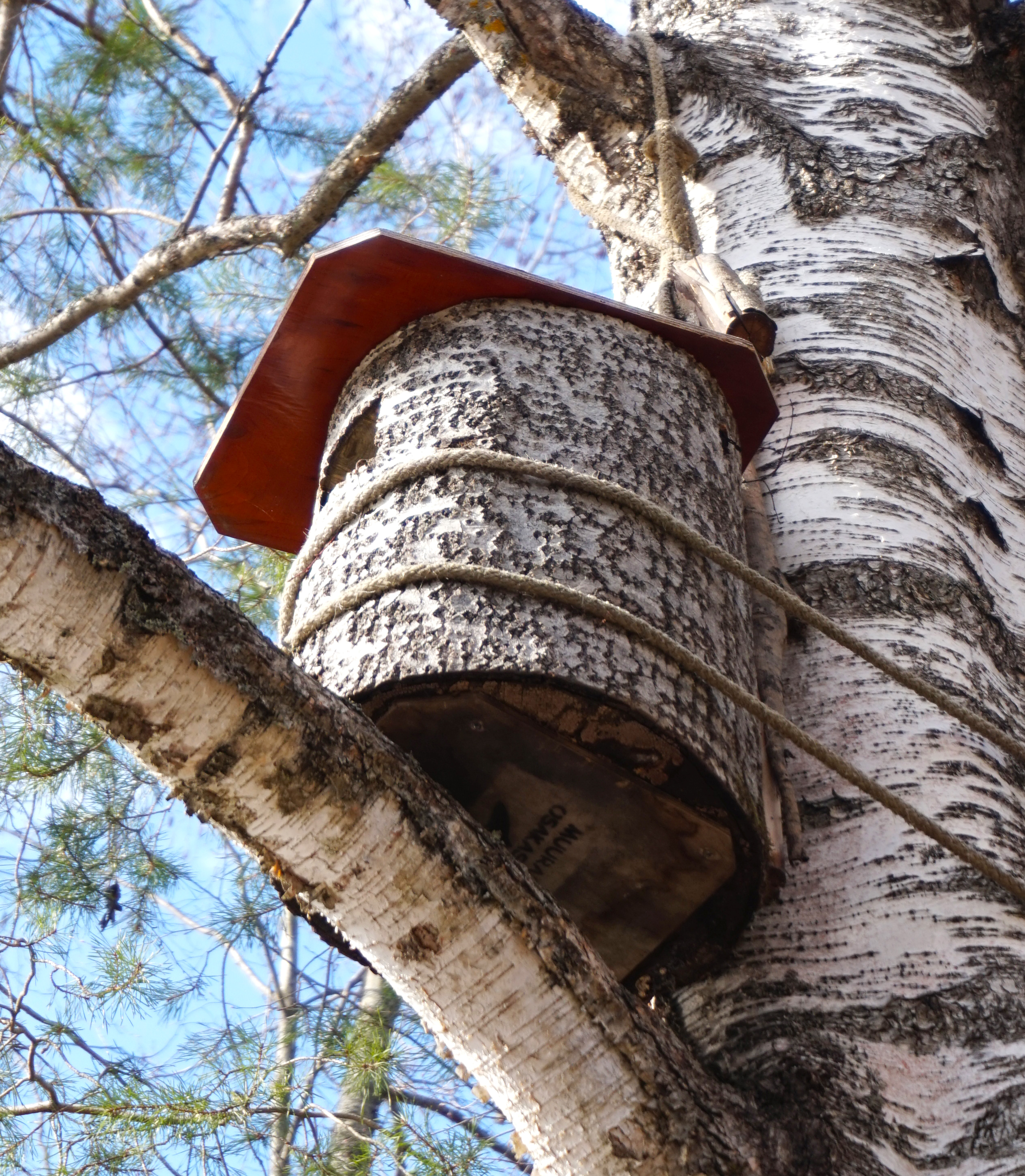
Правильно облаштована дуплянка: не помітна на дереві, має дно на шурупах, яке можна відгвинтити, прикріплена до стовбура без ушкодження деревини кількома мотузками.

- Забарвлення в яскравий колір та різні прикраси. Помічено, що заселяються в першу чергу шпаківні, які пофарбовані в темно-зелений колір. Найгірше заселеними є сині та фіолетові по забарвленню шпаківні.
- Виготовлення шпаківні з пластику, бетону, які заселяються птахами в останню чергу, оскільки вони дуже холодні.
- Розміщення льотка посередині, тоді як він має бути в верхній частині.
- Виготовлені з гладкими внутрішніми стінками. Матеріал, який беруть, має бути шорсткуватий зсередини, щоб пташенятам легко було вилізти з штучної гніздівлі.
- Жердинка перед льотком має бути відсутня, якщо шпаківня виготовляється для малих птахів. Наявність жердки може допомогти хижим пташкам, ласицям потрапити до гнізда.
- Фарбування зсередини, якого бажано уникати.
- Наявність щілин. Збирати гніздівлю бажано щільно, без щілин. При їх наявності, вона продувається.
- Дно, прибите знизу. При такій конструкції дощова вода буде підтікати та намочувати гніздо знизу. Підлога шпаківні має бути вставлена між боковими стінками, а не накрити їх.
- Наявність цвяхів, які виступають гострим кінцем всередину шпаківні.
- Намертво збита гніздівля. Гніздівлю потрібно чистити, хоча б раз на рік, якщо є бажання, щоб в ній птахи селились повторно, тому потрібно передбачити знімання хоча б одної зі стінок.

## Гігієна
Після вильоту пташенят із штучного житла, пташки, які роблять по 2—3 виводки пташенят за теплий сезон (синиці, наприклад) не облаштовують там гніздо повторно, в старій шпаківні залишаються багато паразитів (кліщі, блохи), які будуть нападати на наступне підростаюче потомство. Помічено, що повторно на наступний рік після холодів в таких гніздах частіше селяться та виводять потомство лише горобці, які менш вибагливі до умов проживання. Після того, як виводок вилетів, штучне гніздо знімають, витрушують вміст і залишки життєдіяльності, обробляють зсередини крутим окропом. Для зручності очистки, однією з вимог до штучного гнізда є знімний дах, або будь-яка зі стінок гнізда, яку можна відхилити або зовсім зняти, розкрутивши викруткою один або декілька шурупів, якими ця стінка кріпилась. Після такої процедури гніздо знову вивішують, попередньо можна наповнити його шаром сухої трави завтовшки 1,5—2 см. Шпаківні не прибивають та не прив'язують в важкодоступних місцях. Для зручності знімання шпаківні можуть використовувати довгу жердину з гачком, який вставляють в льоток та знімають шпаківню з метою її обробки, а сама шпаківня може закладатись на гачки між гілками.